# Lutte aux Jeux olympiques d'été de 2016
Navigation
Londres 2012 Tokyo 2020
Les épreuves de lutte aux Jeux olympiques d'été de 2016 ont lieu à Rio de Janeiro, du 14 au 21 août 2016. Deux disciplines sont au programme, la lutte libre (6 catégories masculines et 6 féminines) et la lutte gréco-romaine (6 catégories masculines).
La lutte a été au programme de tous les Jeux olympiques d'été modernes, à l'exception de ceux de 1900.
Environ 344 lutteurs sont attendus pour participer aux 18 épreuves. En septembre 2013, une nouvelle modification des règles et des lignes directrices de ce sport sont mises en place  par le Comité international olympique et la FILA (devenue la Wrestling United World). Une classe de poids olympique unique est retirée de chaque en lutte libre et en lutte gréco-romaine pour les hommes. Deux autres catégories de poids sont ajoutées pour les femmes, ce qui améliore la parité entre les sexes.

## Site des compétitions
Les épreuves se déroulent à l'Olympic Training Center à Barra da Tijuca.

## Format des compétitions
19 hommes ou 18 femmes participent à chaque catégorie de poids, plus 6 autres quotas attribués soit au pays d'accueil ou par la commission tripartite dans certaines catégories. Des lutteurs choisis par tirage au sort participent à un tour de qualification pour réduire le nombre à 16 athlètes. Par la suite, une phase à élimination directe permet de déterminer les finalistes qui s'affrontent pour l'or et l'argent. Les deux groupes de lutteurs respectivement battus dans les 3e ou 4e matchs des deux finalistes participent à des repêchages, le vainqueur de chaque repêchage obtient la médaille de bronze.

## Arbitres officiels
Ci-dessous, la liste officielle des arbitres retenus : 
- Antonio R. Silvestri (Chef de la commission des arbitres)
- Guillermo Orestes Molina Gonzalez (Instructeur)
- Edit Dozsa (Instructeur)
- Osamu Saito (Instructeur)
- Andrey Krikov (Instructeur)
- Kamel Mohamed Bouaziz (Instructeur)
- Halil Ibrahim Cicioglu (Instructeur)
- Zach Errett (Instructeur)
- Konstantin Mikhaylov (Instructeur)
- Pertti Vehviläinen (Superviseur)
- Régine Legleut (Superviseur)
- Edisher Machaidze (Superviseur)
- Bakhytzhan Jaxykulov (Superviseur)
- Noreddine Mochaffaa (Superviseur)
- Sergey Novakovskiy (Superviseur)

## Résultats

### Lutte gréco-romaine hommes
| Épreuves        | Or                       | Argent                    | Bronze                                                  |
| --------------- | ------------------------ | ------------------------- | ------------------------------------------------------- |
| Moins de 59 kg  | Ismael Borrero Cuba      | Shinobu Ōta Japon         | Stig-André Berge Norvège Elmurat Tasmuradov Ouzbékistan |
| Moins de 66 kg  | Davor Štefanek Serbie    | Migran Arutyunyan Arménie | Rəsul Çunayev Azerbaïdjan Shmagi Bolkvadze Géorgie      |
| Moins de 75 kg  | Roman Vlasov Russie      | Mark Madsen Danemark      | Kim Hyeon-woo Corée du Sud Saeid Morad Abdvali Iran     |
| Moins de 85 kg  | Davit Chakvetadze Russie | Zhan Beleniuk Ukraine     | Javid Hamzatau Biélorussie Denis Kudla Allemagne        |
| Moins de 98 kg  | Artur Aleksanyan Arménie | Yasmany Lugo Cuba         | Ghasem Rezaei Iran Cenk İldem Turquie                   |
| Moins de 130 kg | Mijaín López Cuba        | Rıza Kayaalp Turquie      | Sabah Şəriəti Azerbaïdjan Sergey Semenov Russie         |

### Lutte libre hommes
| Épreuves        | Or                               | Argent                     | Bronze                                                |
| --------------- | -------------------------------- | -------------------------- | ----------------------------------------------------- |
| Moins de 57 kg  | Vladimer Khinchegashvili Géorgie | Rei Higuchi Japon          | Hacı Əliyev Azerbaïdjan Hassan Rahimi Iran            |
| Moins de 65 kg  | Soslan Ramonov Russie            | Toğrul Əsgərov Azerbaïdjan | Frank Chamizo Italie Ixtiyor Navroʻzov Ouzbékistan    |
| Moins de 74 kg  | Hassan Yazdani Iran              | Aniuar Geduev Russie       | Cəbrayıl Həsənov Azerbaïdjan Soner Demirtaş Turquie   |
| Moins de 86 kg  | Abdulrashid Sadulaev Russie      | Selim Yaşar Turquie        | Şərif Şərifov Azerbaïdjan J'den Cox États-Unis        |
| Moins de 97 kg  | Kyle Snyder États-Unis           | Xetaq Qazyumov Azerbaïdjan | Albert Saritov Roumanie Magomed Ibragimov Ouzbékistan |
| Moins de 125 kg | Taha Akgül Turquie               | Komeil Ghasemi Iran        | Ibrahim Saidau Biélorussie Geno Petriashvili Géorgie  |

### Lutte libre femmes
| Épreuves       | Or                        | Argent                      | Bronze                                                  |
| -------------- | ------------------------- | --------------------------- | ------------------------------------------------------- |
| Moins de 48 kg | Eri Tōsaka Japon          | Mariya Stadnik Azerbaïdjan  | Sun Yanan Chine Elitsa Yankova Bulgarie                 |
| Moins de 53 kg | Helen Maroulis États-Unis | Saori Yoshida Japon         | Nataliya Sinişin Azerbaïdjan Sofia Mattsson Suède       |
| Moins de 58 kg | Kaori Ichō Japon          | Valeria Koblova Russie      | Marwa Amri Tunisie Sakshi Malik Inde                    |
| Moins de 63 kg | Risako Kawai Japon        | Maryia Mamashuk Biélorussie | Yekaterina Larionova Kazakhstan Monika Michalik Pologne |
| Moins de 69 kg | Sara Doshō Japon          | Natalia Vorobieva Russie    | Elmira Syzdykova Kazakhstan Jenny Fransson Suède        |
| Moins de 75 kg | Erica Wiebe Canada        | Guzel Manyurova Kazakhstan  | Zhang Fengliu Chine Ekaterina Bukina Russie             |

## Tableau des médailles
| Rang  | Nation       | Or | Argent | Bronze | Total |
| ----- | ------------ | -- | ------ | ------ | ----- |
| 1     | Russie       | 4  | 3      | 2      | 9     |
| 2     | Japon        | 4  | 3      | 0      | 7     |
| 3     | Cuba         | 2  | 1      | 0      | 3     |
| 4     | États-Unis   | 2  | 0      | 1      | 3     |
| 5     | Turquie      | 1  | 2      | 2      | 5     |
| 6     | Iran         | 1  | 1      | 3      | 5     |
| 7     | Arménie      | 1  | 1      | 0      | 2     |
| 8     | Géorgie      | 1  | 0      | 2      | 3     |
| 9     | Canada       | 1  | 0      | 0      | 1     |
| 9     | Serbie       | 1  | 0      | 0      | 1     |
| 11    | Azerbaïdjan  | 0  | 3      | 6      | 9     |
| 12    | Biélorussie  | 0  | 1      | 2      | 3     |
| 12    | Kazakhstan   | 0  | 1      | 2      | 3     |
| 14    | Danemark     | 0  | 1      | 0      | 1     |
| 14    | Ukraine      | 0  | 1      | 0      | 1     |
| 16    | Ouzbékistan  | 0  | 0      | 3      | 3     |
| 17    | Chine        | 0  | 0      | 2      | 2     |
| 17    | Suède        | 0  | 0      | 2      | 2     |
| 19    | Allemagne    | 0  | 0      | 1      | 1     |
| 19    | Bulgarie     | 0  | 0      | 1      | 1     |
| 19    | Corée du Sud | 0  | 0      | 1      | 1     |
| 19    | Inde         | 0  | 0      | 1      | 1     |
| 19    | Italie       | 0  | 0      | 1      | 1     |
| 19    | Norvège      | 0  | 0      | 1      | 1     |
| 19    | Pologne      | 0  | 0      | 1      | 1     |
| 19    | Roumanie     | 0  | 0      | 1      | 1     |
| 19    | Tunisie      | 0  | 0      | 1      | 1     |
| Total | Total        | 18 | 18     | 36     | 72    |